# Método empírico-analítico
El método empírico-analítico es uno de los modelos para describir el método científico, que se basa en la observación y la argumentación, junto a la redacción de sucesos y su comprensión matemática. Este método es el más usado en el campo de las ciencias geográficas y en las historias.
Su aporte interlocutor social democrático al proceso de investigación es resultado fundamentalmente de la experiencia. Estos métodos posibilitan revelar las relaciones esenciales y las características fundamentales del objeto de estudio, accesibles a la detección sensoperceptual, a través de procedimientos prácticos y diversos medios de estudio. Su funcionalidad útil demostrada destaca la entrada en campos inexplorados o en aquellos en los que destaca el estudio descriptivo.
El procedimiento empírico es un modelo de investigación que pretende obtener conocimiento a partir de la observación de la realidad. Por ende, está basada en la experiencia.

## Características
- Es un método fáctico: se ocupa de los hechos que realmente acontecen.

- Se vale de la verificación empírica: no pone a prueba las hipótesis mediante el mero sentido común o el dogmatismo filosófico o religioso, sino mediante una cuidadosa contrastación por medio de la percepción.

- Es autocorrectivo y progresivo (a diferencia del fenomenológico). La ciencia se construye a partir de la superación gradual de sus errores. No considera sus conclusiones infalibles o finales. El método está abierto a la incorporación de nuevos conocimientos y procedimientos con el fin de asegurar un mejor acercamiento a la verdad.

- Muestra: El muestreo es una parte importante del método analítico ya que si se toma mal la muestra los resultados serían erróneos o inservibles.

## Clasificación
Entre los métodos empíricos se encuentran:

### Método experimental
Es el más complejo y eficaz de los métodos empíricos, por lo que a veces se utiliza erróneamente como sinónimo de método empírico. Algunos lo consideran una rama tan elaborada que ha cobrado fuerza como otro método científico independiente con su propia lógica, denominada lógica experimental. En este método el investigador interviene sobre el objeto de estudio modificando a este directa o indirectamente para crear las condiciones necesarias que permitan revelar sus características fundamentales y sus relaciones esenciales, bien sea:
- Aislando al objeto y las propiedades que estudia de la influencia de otros factores,
- Reproduciendo el objeto de estudio en condiciones controladas, y/o
- Modificando las condiciones bajo las cuales tiene lugar el proceso o fenómeno que se estudia.

Así, los datos son sacados de la manipulación sistemática de variables en un experimento (ver método hipotético deductivo, el cual a su vez también se considera como un tipo de método empírico fuera del método experimental por su relevancia y eficacia). Una diferencia clara con el método empírico en general es que este además trata de considerar los errores de modo que una inferencia pueda ser hecha en cuanto a la causalidad del cambio observado (carácter autocorrectivo).
Un salto verdaderamente espectacular en este desarrollo se produce con Galileo Galilei que da sustento a una nueva rama dentro de la lógica empírica, la lógica experimental. Esta combina la lógica empírica de observación de los fenómenos con dos métodos desarrollados en otras ramas del conocimiento formal: la hipótesis (ver método hipotético deductivo) y la medida (ver Método de la medición). Esta vertiente da lugar al Método experimental.

### Método de la observación
Fue el primer método utilizado por los científicos y en la actualidad continúa siendo su instrumento universal. Permite conocer la realidad mediante la sensopercepción directa de entes y procesos, para lo cual debe poseer algunas cualidades que le dan un carácter distintivo. Es el más característico en las ciencias descriptivas.

### Método de la medición
Es el método empírico que se desarrolla con el objetivo de obtener información numérica acerca de una propiedad o cualidad del objeto, proceso o fenómeno, donde se comparan magnitudes medibles conocidas. Es la asignación de valores numéricos a determinadas propiedades del objeto, así como relaciones para evaluarlas y representarlas adecuadamente. Para ello se apoya en procedimientos estadísticos.

## Pasos generales del método empírico-analítico
Existen variadas maneras de formalizar los pasos de este método. De entre ellas destacamos:

### Forma convencional
1. Identificación de un problema de investigación
2. Formulación de hipótesis
3. Prueba de hipótesis
4. Resultados

### Formulación de Neil J. Salkind
1. Formulación de un problema
2. Identificar factores importantes
3. Formulación de hipótesis de investigación
4. Recopilación de la información
5. Probar la Hipótesis
6. Trabajar con la hipótesis
7. Reconsideración de la teoría
8. Confirmación o refutación

## Ciencias empíricas y ciencias formales
Precisamente, es en virtud del tipo de método seguido para alcanzar el conocimiento científico como puede establecerse una primera distinción entre las ciencias: las ciencias formales que se caracterizarían por el empleo del así llamado método axiomático y las ciencias empíricas o fácticas, por el empleo del método empírico-analítico.
Estas ciencias décimos que "empiezan en la experiencia y terminan en la experiencia", distinguiéndose de este modo de las llamadas ciencias formales y de la filosofía, que prefieren una mayor o total independencia de la justificación empírica y los modos de investigación y verificación propiamente racionales (menos en el caso del Positivismo lógico).

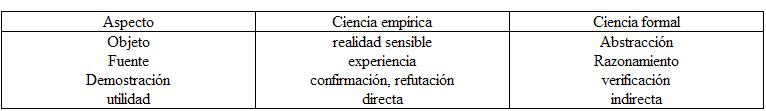
Tabla comparativa.

Naturalmente, no hay que identificar totalmente las ciencias experimentales con las ciencias empíricas: todas las ciencias experimentales (la psicología experimental, por ejemplo) son ciencias empíricas, pero no todas las ciencias empíricas son experimentales ya que pueden utilizar algún método de verificación distinto al experimental (ciencia política), como los ya citados observacional y correlacional; este es el caso en gran medida de la psicología diferencial y de otras áreas principales de la psicología científica. 
Las ciencias empíricas se dividen en dos grandes grupos: 
- Ciencias naturales: Las ciencias naturales se ocupan del mundo físico y suelen ofrecer leyes de gran universalidad y exactitud, presentando una idea determinista de la realidad. Destacan Física, Química, Geología, Astronomía y Biología.

- Ciencias sociales: Las ciencias sociales estudian y analizan el más complejo de los objetos de estudio: el ser humano. Las ciencias sociales se ocupan del mundo social, de los individuos y las colectividades. Destacan Economía, Psicología, Sociología, Antropología y Politología.

Dilthey dividió las ciencias empíricas en ciencias de la naturaleza y ciencias del espíritu; y afirmaba que cada una de estas ciencias depende de un tipo de racionalidad; el fundamento de las ciencias de la naturaleza es la razón instrumental, mientras que el fundamento de las ciencias del espíritu es la razón histórica. Esta distinción fue recogida por los miembros de la Escuela de Fráncfort para afirmar que el método de conocimiento y, por tanto, las vías para llegar a la verdad son distintos en ambos tipos de ciencias; esta postura fue rechazada por los miembros del racionalismo crítico encabezado por Karl Popper, dando lugar a lo que se conoce como la disputa del positivismo en la sociología alemana.